# Stavebnické vybavení

Stavba domu

Stavebnické vybavení je skupina nářadí, ale i materiálu, které se využívají a používají na stavbách, jedná se různé nástroje, zařízení, pomůcky, materiály, přípravky a další vybavení:

## Nástroje a pomůcky
podle abecedy
| B - boty (pracovní) (ochranná pomůcka) - brýle (ochranné) (ochranná pomůcka) F - fanka zednická naběračka G - gumová palice H - hadicová vodováha (šlaufka) - helma (ochranná pomůcka) - hladítko dřevěné (hobl) - hladítko filcové - hladítko novodurové - hladítko ocelové (hobl) - hladítko zubové - holínky (gumáky) (ochranná pomůcka) - hrábě J - jáma na vápno - japonka (vozík) K - káď (nádoba na vodu) - karb,-karbovna na hašení vápna a ruční míchání malty - kolečko pro přepravu malty - koště - kladivo - klekačka (ochranná pomůcka) - kleště - kramle - krumpáč | L - lano (zdvihání materiálu) - lanový vazák - latě - lešení - lopata - lžíce (stavební) viz zednická lžíce M - maltovník (také kalfas nebo truhlík na maltu) - montérky (ochranná pomůcka) O - obličejový štít (ochranná pomůcka) - ohýbačka - olovnice P - palice (nástroj) - pásmo (měřidlo) - podlážka (součást lešení) - prohazovačka - provázky (zednická šňůra) - přenosné svítidlo - přilba (ochranná pomůcka) R - respirátor (ochranná pomůcka) - rukavice (ochranná pomůcka) - rýč - římsová šablona | S - sekáč - shoz (na suť, též sešup) - síto - skládací metr - spárovačka - spotřební materiál na staveništi - stavební lavička - stěrka - svinovací metr Š - špachtle - štafle - štětec - štětka (nástroj) T - tesařská tužka - tretna anebo šikmý výstup na stavbě (dočasný) - omítkářský talíř Ú - úhelník V - vágrys - vázačka (lidový název) - vědro (kýbl, kbelík) - vodováha Z - zednická lžíce - zednická skoba - zednické kladivo Ž - žebřík |

## Stroje a zařízení
podle abecedy
| B - bagr - buldozer viz dozer - beranidlo C, Č - čerpadlo na beton (betonpumpa) D - domíchávač betonu (automix) - dozer G - grejdr J - jeřáb | K - kalové čerpadlo - kladka (jednoduchý zdvihací mechanismus) - kompresor M - míchačka - montážní plošina N - nakladač P - pneumatické kladivo | R - rumpál S - sbíječka (pneumatické kladivo) - skrejpr - strojní omítačka V - válec (vibrační) - válec (parní) - vrátek - vysoušeč - výtah (stavební) |

## Materiály, hmoty a díly
podle abecedy
| B - beton - (hmota) C - cihla - (zdivo) D - dveře F - fošna - (dřevo) H - hřebíky - (spojovací materiál) CH - chemická kotva (malta) I - impregnace - fasádní - impregnace - zdiva - izolace - nepropustná (asfaltová aj.)(viz uhelný dehet) - izolace - parozábrana - izolace - polopropustná | K - kit - (hmota) - kotva - (spojovací materiál) - kramle - (spojovací materiál) L - lať - (dřevo) M - malta - (hmota) - montážní pěna - (hmota) O - okno - omítka - (hmota) - okap P - panel betonový - (zdivo) - panel dřevěný - (zdivo) - panel dřevotřískový - (zdivo) - panel sendvičový - (zdivo) - písek - (hmota) - prkno - (dřevo) - překlad | S, Š - sádra - (hmota) - sádrokartonová deska - stavební lepidlo - (hmota) - střešní taška - střešní krytina - šrouby - (spojovací materiál) T - tmel (stavební) - (hmota) - trám - (dřevo) - tvárnice - (zdivo) V - voda - (hmota) - vruty - (spojovací materiál) Z - zárubeň - (pro dveře) |

## Příslušenství a zázemí
podle abecedy
- betonárna (betonárka)
- maringotka
- stavební buňka
- staveništní rozvaděč
- toalety
- umývárna